# Evgeny Baburin
Pour les articles homonymes, voir Babourine.
Evgeny Baburin (en russe : Евгений Эдуардович Бабурин, Evgueni Edouardovitch Babourine), né le 4 juillet 1987, à Nijni Novgorod, en République socialiste fédérative soviétique de Russie, est un joueur russe de basket-ball. Il évolue au poste d'arrière.